# Salmo 79

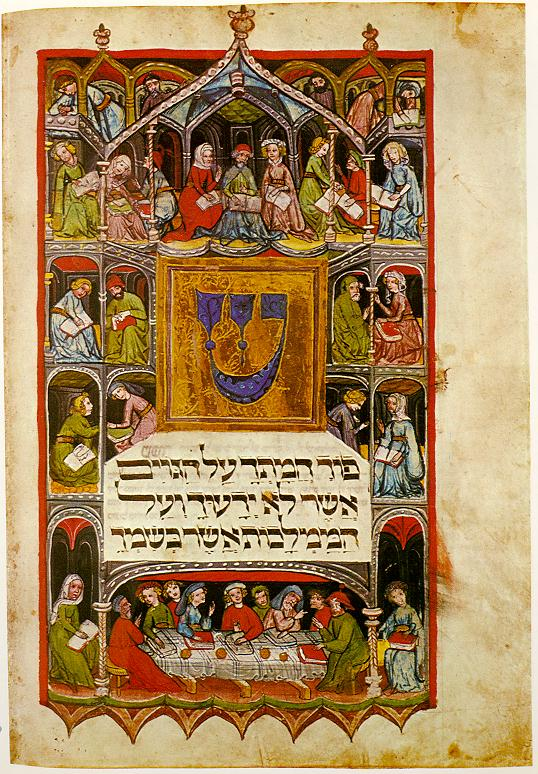
Versetti del salmo 79 su una haggadah tedesca del XIV secolo.

Il salmo 79 (78 secondo la numerazione greca) costituisce il settantanovesimo capitolo del Libro dei salmi.
È tradizionalmente attribuito ad Asaf. È utilizzato dalla Chiesa cattolica nella liturgia delle ore.